# Tampere Saints 2021
Questa voce raccoglie le informazioni riguardanti i Tampere Saints nelle competizioni ufficiali della stagione 2021.

## Maschile

### I-divisioona 2021

#### Stagione regolare
| Tampere 20 giugno 2021, ore 15:00 1ª giornata | Tampere Saints | 27 – 26 (8-7 6-0 0-12 13-7) referto | Kotka Eagles | Pyynikin urheilukenttä (303 spett.)\| Arbitro: \| K. Lahtinen \| |
| Arbitro:                                      | K. Lahtinen    |                                     |              |                                                                  |

| Tampere 10 luglio 2021, ore 17:30 3ª giornata | Tampere Saints | 55 – 14 (14-0 13-8 7-0 21-6) referto | Rovaniemi Nordmen | Pyynikin urheilukenttä (275 spett.)\| Arbitro: \| J. Mustikkamaa \| |
| Arbitro:                                      | J. Mustikkamaa |                                      |                   |                                                                     |

| Pori 24 luglio 2021, ore 19:00 5ª giornata | Pori Bears | 35 – 42 (14-0 7-21 7-14 7-7) referto | Tampere Saints | Porin urheilukeskus (300 spett.)\| Arbitro: \| J. Kalevo \| |
| Arbitro:                                   | J. Kalevo  |                                      |                |                                                             |

| Kotka 1º agosto 2021, ore 15:00 6ª giornata | Kotka Eagles | 21 – 34 (6-0 8-14 0-7 7-13) referto | Tampere Saints | Puistolan kenttä (300 spett.)\| Arbitro: \| Lamminsalo \| |
| Arbitro:                                    | Lamminsalo   |                                     |                |                                                           |

| Rovaniemi 14 agosto 2021, ore 17:00 8ª giornata | Rovaniemi Nordmen | 0 – 53 (0-7 0-7 0-13 0-26) referto | Tampere Saints | Susivouti (184 spett.)\| Arbitro: \| M. Makarainen \| |
| Arbitro:                                        | M. Makarainen     |                                    |                |                                                       |

| Tampere 28 agosto 2021, ore 17:30 10ª giornata | Tampere Saints | 54 – 14 (7-0 7-14 20-0 20-0) referto | Pori Bears | Pyynikin urheilukenttä (233 spett.) |

#### Playoff
| Tampere 11 settembre 2021, ore 18:00 Spagettimalja | Tampere Saints | 20 – 35 (0-0 0-14 7-7 13-14) referto | Kotka Eagles | Pyynikin urheilukenttä (522 spett.)\| Arbitro: \| J. Kalevo \| |
| Arbitro:                                           | J. Kalevo      |                                      |              |                                                                |

### Statistiche di squadra
| Competizione      | %Vittorie | In casa | In casa | In casa | In casa | In casa | In casa | In trasferta | In trasferta | In trasferta | In trasferta | In trasferta | In trasferta | Totale | Totale | Totale | Totale | Totale | Totale |
| Competizione      | %Vittorie | G       | V       | N       | P       | Pf      | Ps      | G            | V            | N            | P            | Pf           | Ps           | G      | V      | N      | P      | Pf     | Ps     |
| ----------------- | --------- | ------- | ------- | ------- | ------- | ------- | ------- | ------------ | ------------ | ------------ | ------------ | ------------ | ------------ | ------ | ------ | ------ | ------ | ------ | ------ |
| Stagione regolare | 1.000     | 3       | 3       | 0       | 0       | 136     | 54      | 3            | 3            | 0            | 0            | 129          | 56           | 6      | 6      | 0      | 0      | 265    | 110    |
| Playoff           | .000      | 0       | 0       | 0       | 0       | 0       | 0       | 1            | 1            | 0            | 0            | 20           | 35           | 1      | 0      | 0      | 1      | 20     | 35     |
| Totale            | .857      | 3       | 3       | 0       | 0       | 136     | 54      | 4            | 4            | 0            | 0            | 149          | 91           | 7      | 6      | 0      | 1      | 285    | 145    |

### Statistiche personali

#### Marcatori
| Giocatore     | Ruolo | TD rush | TD recv | TD int | TD p.ret | TD k.ret | TD oth | Xp1  | Xp2 | FG | Saf | Totale |
| ------------- | ----- | ------- | ------- | ------ | -------- | -------- | ------ | ---- | --- | -- | --- | ------ |
| C. Arnold     |       | 12+1    | 1       | 0      | 0        | 0        | 0      | 0    | 1   | 0  | 0   | 86     |
| M. Airaksinen |       | 6       | 2       | 0      | 0        | 0        | 0      | 0    | 1   | 0  | 0   | 50     |
| E. Ojala      |       | 4       | 3       | 0      | 0        | 0        | 1      | 0    | 0   | 0  | 0   | 48     |
| E. Hiltunen   |       | 0       | 2+1     | 0      | 0        | 0        | 0      | 25+2 | 0   | 0  | 0   | 45     |
| J. Tuhkanen   |       | 0       | 2       | 0      | 0        | 0        | 0      | 2    | 0   | 0  | 0   | 14     |
| M. Aspinen    |       | 2       | 0       | 0      | 0        | 0        | 0      | 0    | 0   | 0  | 0   | 12     |
| E. Kauhanen   |       | 1       | 0       | 0      | 0        | 0        | 0      | 0    | 0   | 0  | 0   | 6      |
| L. Siitonen   |       | 1       | 0       | 0      | 0        | 0        | 0      | 0    | 0   | 0  | 0   | 6      |
| J. Sulin      |       | 0       | 0       | 0      | 0        | 0        | 1      | 0    | 0   | 0  | 0   | 6      |
| E. Tavasti    |       | 1       | 0       | 0      | 0        | 0        | 0      | 0    | 0   | 0  | 0   | 6      |
| R. Uotila     |       | 0       | 1       | 0      | 0        | 0        | 0      | 0    | 0   | 0  | 0   | 6      |
| D. Williams   |       | 0       | 0       | 0      | 0        | 0+1      | 0      | 0    | 0   | 0  | 0   | 6      |

#### Passer rating
| Giocatore   | G   | Att   | Comp | Int | Yds    | TD   | NFL    | NCAA   |
| ----------- | --- | ----- | ---- | --- | ------ | ---- | ------ | ------ |
| L. Siitonen | 6+1 | 85+16 | 42+8 | 1+1 | 865+98 | 10+1 | 111,12 | 161,58 |
| E. Hiltunen | 2   | 2     | 1    | 0   | 35     | 0    |        |        |
| T. Lammi    | 1   | 2     | 2    | 0   | 25     | 1    |        |        |

## Femminile

### Roster
| Roster delle Tampere Saints (2021) |
| --- |
| Quarterback - 1 Emilia Räty Running Back - 2 Hilla Lahdensuu - 7 Kaisa Kiuru - 14 Maarit Ahola - 27 Matilda Majuri RB/K - 88 Emma Kammonen Wide Receiver - 4 Lotta Ahonen WR/K - 10 Suvi Mikkonen - 17 Katariina Kiviniemi - 22 Anni Moilanen - 82 Noora Saros WR/QB Tight End - 81 Sanna Hakonen TE/DL Offensive Linemen - 50 Leena Rönkä OL/DL - 55 Laura Suominen OL/DL - 56 Anna Parviainen OL/DL - 61 Eveliina Virtanen OL/DL - 62 Kristiina Pekkala OL/DL - 70 Elina Leukkunen - 74 Annika Heino OL/DL - 78 Anna Stenström - 79 Maarit Huttunen Defensive Linemen Linebacker - 5 Jeanette Vuorinen - 30 Iida Koivula - 32 Riikka Himanen - 42 Päivi Salmu - 44 Sarina Forsblom - 97 Sara Reid Defensive Back - 3 Janna Hakala - 8 Iida Kurimo - 11 Jonna Tuovinen - 12 Anna-Lotta Huuhka - 15 Laura Yrjänä - 24 Niina Pehkonen - 28 Veera Jalava - 40 Jenna Kallio Special Team Coaching staff Panu Hämäläinen (HC) · Mikko Aspinen (OC) · Mikko Airaksinen (DC) · Toni Luomajoki (AC) · Kaisa Carlson-Järviö (AC) · Ilkka Laitinen (AC) · Janne Eskola (AC) |

### Naisten I-divisioona 2021

#### Stagione regolare
| Tampere 12 giugno 2021, ore 12:00 1ª giornata | Tampere Saints | 32 – 6 (7-0 6-6 0-0 19-0) referto | Wasa Royals | Pyynikin urheilukenttä (138 spett.)\| Arbitro: \| S. Lehtiniemi \| |
| Arbitro:                                      | S. Lehtiniemi  |                                   |             |                                                                    |

| Jyväskylä 19 giugno 2021, ore 15:30 2ª giornata | Jyväskylä Jaguars | 0 – 37 | Tampere Saints | Palokan tekonurmi |

| Oulu 11 luglio 2021, ore 13:00 4ª giornata | Oulu Northern Lights | 27 – 7 | Tampere Saints | Castrenin urheilukeskus |

| Vaasa 25 luglio 2021, ore 15:00 6ª giornata | Wasa Royals | 6 – 25 | Tampere Saints | Kaarlen kenttä |

| Tampere 31 luglio 2021, ore 12:00 7ª giornata | Tampere Saints | 57 – 6 (21-0 21-0 0-6 15-0) referto | Jyväskylä Jaguars | Pyynikin urheilukenttä (118 spett.)\| Arbitro: \| T. Leivoaro \| |
| Arbitro:                                      | T. Leivoaro    |                                     |                   |                                                                  |

| Tampere 15 agosto 2021, ore 13:00 9ª giornata | Tampere Saints | 13 – 26 (0-6 7-0 0-12 6-8) referto | Oulu Northern Lights | Pyynikin urheilukenttä (133 spett.)\| Arbitro: \| J. Sipi \| |
| Arbitro:                                      | J. Sipi        |                                    |                      |                                                              |

#### Playoff
| Kotka 27 agosto 2021, ore 14:30 Semifinale | Kotka Eagles | 14 – 53 | Tampere Saints | Puistolan kenttä |

| Oulu 4 settembre 2021, ore 18:00 Finale | Oulu Northern Lights | 26 – 21 | Tampere Saints | Castrenin urheilukeskus |

### Statistiche di squadra
| Competizione      | %Vittorie | In casa | In casa | In casa | In casa | In casa | In casa | In trasferta | In trasferta | In trasferta | In trasferta | In trasferta | In trasferta | Totale | Totale | Totale | Totale | Totale | Totale |
| Competizione      | %Vittorie | G       | V       | N       | P       | Pf      | Ps      | G            | V            | N            | P            | Pf           | Ps           | G      | V      | N      | P      | Pf     | Ps     |
| ----------------- | --------- | ------- | ------- | ------- | ------- | ------- | ------- | ------------ | ------------ | ------------ | ------------ | ------------ | ------------ | ------ | ------ | ------ | ------ | ------ | ------ |
| Stagione regolare | .667      | 3       | 2       | 0       | 1       | 102     | 38      | 3            | 2            | 0            | 1            | 69           | 33           | 6      | 4      | 0      | 2      | 171    | 71     |
| Playoff           | .500      | 0       | 0       | 0       | 0       | 0       | 0       | 2            | 1            | 0            | 1            | 74           | 40           | 2      | 1      | 0      | 1      | 74     | 40     |
| Totale            | .625      | 3       | 2       | 0       | 1       | 102     | 38      | 5            | 3            | 0            | 2            | 143          | 73           | 8      | 5      | 0      | 3      | 245    | 111    |